# 우먼스톡
우먼스톡(womanstalk)은 대한민국에서 처음으로 시도 되는 모바일,온라인 뷰티 홈쇼핑으로 대한민국의 연예인들을 활용하여 동영상으로 화장품을 소개하며 판매하는 미디어 커머스이다. 2014년 6월 9일 대한민국 종합엔터테인먼트 그룹(IHQ) 신규사업팀장 출신의 김강일대표가 창업하여 서비스를 오픈 하였다.

## 같이 보기
- 쿠팡
- 위메프
- 티몬